# Макар'ян Давид Борисович
Давид Борисович Макар'ян (нар. 12 серпня 1984, Миколаїв) — український політик, Народний депутат України 8-го скликання, член фракції партії Блок Петра Порошенка «Солідарність».
Член Комітету Верховної Ради України з питань транспорту.

## Життєпис
Давид Макар'ян народився 12 серпня 1984 року в м. Миколаїв.
У 1991—2001 роках навчався у Миколаївській ЗОШ № 4.
У 2001 році вступив у Національний університет кораблебудування імені адмірала Макарова, який закінчив у 2006 році зі спеціальністю — менеджер-економіст.
З листопада 2005 по березень 2009 року — директор ТОВ «Гранд-Авто» м. Миколаїв.
З квітня 2005 до 2014 року — директор фітнес-центру «Гранд», м. Миколаїв.
З вересня 2008 року по листопад 2010 року — власник ТОВ «Автопланета», м. Київ.

## Політична діяльність
Політичну кар'єру розпочав у квітні 2012 року із вступу до лав ПП «УДАР», і вже у липні того ж року був обраний на посаду голови обласної організації, очоливши також миколаївський обласний виборчий штаб партії. На чергових виборах до Верховної Ради України 2012 року балотувався як кандидат від партії «УДАР» по мажоритарному округу № 128, отримавши 6198 голосів виборців і посівши у підсумку 5 місце.
В 2013—2014 роках обіймав посаду помічника-консультанта народного депутата України Павла Рябікіна.
У жовтні 2014 року на позачергових виборах народних депутатів України 26 жовтня 2014 року був куратором виборчої кампанії Миколаївського регіонального виборчого штабу партії «Блок Петра Порошенка».
4 грудня 2014 року обраний у загальнодержавному багатомандатному округу народним депутатом Верховної Ради України VIII скликання. Пройшов до парламенту від Блоку Петра Порошенко під номером 66.
Заступник Міністра з питань реінтеграції тимчасово окупованих територій України.

## Парламентська діяльність
- Член Комітету Верховної Ради України з питань транспорту[5];
- Член групи з міжпарламентських зв'язків з Італійською Республікою;
- Член групи з міжпарламентських зв'язків з Республікою Польща;
- Член групи з міжпарламентських зв'язків з Грузією;
- Член групи з міжпарламентських зв'язків з Сполученим Королівством Великої Британії та Північної Ірландії;
- Член групи з міжпарламентських зв'язків з Австралією;
- Член групи з міжпарламентських зв'язків з Республікою Таджикистан;
- Член групи з міжпарламентських зв'язків з Сполученими Штатами Америки.

## Особисте життя
Одружений з Кошелєвою Альоною Володимирівною, народним депутатом від Радикальної Партії Олега Ляшка. Подружжя має доньку Єву, 2019 р.н.). Також Давид Макар'ян має доньку від попереднього громадянського шлюбу — Даніелу (2014 р.н.).